# Pachygrapsus loveridgei
Pachygrapsus loveridgei is een krabbensoort uit de familie van de Grapsidae. De wetenschappelijke naam van de soort is voor het eerst geldig gepubliceerd in 1966 door Chace.